# Lamia Culta
Lamia Culta — львівський окультний блек-метал гурт, заснований у 2003 році.
Гурт залишався в невідомості досить довгий час, що не згадана ні в одній статті музичних критиків, Lamia Culta в той же час є практично єдиним і унікальним українським колективом, яка дотримується традиційної сатанинської концепції, продовжує підтримувати і розвивати її.
Без тіні слов'янського чи іншого чужоземного фольклору, однак, подає ідею рідною українською мовою, Lamia Culta є носієм спадщини західного окультизму, вдало вкладеного в музичні композиції.

## Історія
Lamia Culta утворилася в 2003 р в місті Львів. Спочатку проект називався «Гра в Бісер». Люди зібралися з різними музичними смаками і поглядами, але з однією метою — грати «все важке». Дуже скоро виявилося, що у кожного було своє розуміння «важкого». Першим пішов Максим (Полинове Поле), його замінив Олександр «Yor» Гарасимович, знаменитий тим, що струни на своїй гітарі перетягнув на ліву руку. На той час група остаточно визначилася зі стилем, вибравши Black Metal і назва «Lamia Culta» (в перекладі «Культ Відьом»; має ще кілька таємних значень). У створенні музики брав участь весь колектив. Ідея, атмосфера та імідж сформувалися під впливом клавішниці Fosco Culto. Через істотні ідейні суперечки змушений був піти вокаліст / гітарист Юрій, який успішно продовжив свою кар'єру гітариста групи Ambivalence. Разом з ним покинув Lamia Culta басист Михайло (екс-Ruina, Буревій, Paganland), розвиток групи призупинився. Велися пошуки не простих музикантів, а особистостей, які б відчували і поділяли дух блек-металу.
Новим вокалістом Lamia Culta став Роман «Unholy» Шиманський. На басу були сесійники Валерій «Valer» і Дмитро «Demon». Гітара — Сергій Філяк (Тіні забутих Предків, Ruina і ін.), Який, відігравши кілька концертів, вибув разом з ударником Віталієм (ударник в проектах Тіні забутих Предків і Ruina).
Lamia Culta була на межі розпаду, деякі пророкували їй швидкий кінець. Результатом роботи колишнього складу з сесійником став запис декількох демок і участь у блек-компіляції «Carpathian Might». Незабаром знайшовся інший ударник — Михайло «Arian» Дудич, а Unholy сам взявся за бас. Концерт в Івано-Франківську зіграли з сесійним басистом. Повне взаєморозуміння.
Музика розвивається в незмінному напрямку. Лірика з відображенням реального окультно життя, не пов'язаного з політикою. Відійшовши від загальної львівської блек-тусовки, гурт живе і прогресує.
У 2016 році Fosco Culto приєднується до запису альбому гурту AFFECTVS, згодом світ побачив альбом Homines Sacerrimi [Opus I], присвячений темі окультизму та сатанізму.

## Дискографія
- Patre Satane (2009)
- Woman Scarred (2013)[5]
- AFFECTVS & Lamia Culta — Homines Sacerrimi [Opus I] (2016)

## Склад гурту
- Fosco Culto — вокал, клавішні;
- Helg — бас-гітара;
- Unholy — бас-гітара, вокал;
- Riann (Arian) — ударні;
- Yor — гітара;
- Sergfil — гітара;
- Beralb — бас-гітара;
- AlgizTyr — ударні;
- Юрій Круп'як — гітара, вокал.